# Лозерт, Йозеф
Йозеф Лозерт (нем. Josef Losert, 4 февраля 1908 — ?) — австрийский фехтовальщик, призёр чемпионатов мира; отец Роланда Лозерта.

## Биография
Родился в 1908 году. В 1933 году стал серебряным призёром Международного первенства по фехтованию в Будапеште. В 1936 году принял участие в Олимпийских играх в Берлине, где в состязаниях на рапирах занял 4-е место в командном первенстве, а в состязаниях на саблях — 8-е место в личном первенстве и 5-е в командном. В 1937 году стал бронзовым призёром первого официального чемпионата мира по фехтованию (тогда же Международная федерация фехтования задним числом признала чемпионатами мира все прошедшие ранее Международные первенства по фехтованию).